# Sarah Wayne Callies
Sarah Wayne Callies, född 1 juni 1977 i La Grange i Illinois, är en amerikansk skådespelare. Hon spelade Jane Porter i serien Tarzan som gick på TV3 under 2005. Hon är också känd som Dr. Sara Tancredi i Prison Break och som Lori Grimes i The Walking Dead. Hon medverkade också i spelet Dexter the Game, där hon hade rösten till Debra Morgan.
Callies och maken Josh Winterhalt fick sitt första barn, en dotter vid namn Keala, i juli 2007.

## Filmografi

### Filmer
- 2015 – Pay the Ghost
- 2014 – Into the Storm
- 2012 – Black November
- 2011 – Foreverland
- 2011 – Faces in the how
- 2011 – Black Gold
- 2010 – Lullaby for Pi
- 2010 – Tangled (TV-film)
- 2009 – Prison Break: The Final Break
- 2008 – Bittersweet
- 2007 – Whisper
- 2006 – The Celestine Prophecy
- 2004 – The Secret Service (TV-film)

### TV-serier
- 2017 –  Prison Break Sequel
- 2016 – Colony
- 2010 – 2013 - The Walking Dead (35 avsnitt)
- 2010 – House (1 avsnitt)
- 2005 – 2009 - Prison Break (70 avsnitt)
- 2003 och 2007 – Queens Supreme (5 avsnitt)
- 2005 – Numb3rs (1 avsnitt)
- 2003 – Tarzan (9 avsnitt)
- 2003 – Dragnet (1 avsnitt)
- 2003 – Law & Order: Special Victims Unit (1 avsnitt)

### Röst i TV-spel
- 2009 - Dexter the Game